# Лорі Андерсон
Лора Філліпс «Лорі» Андерсон (англ. Laura Phillips "Laurie" Anderson, нар. 5 червня 1947) — американська авангардна художниця, музикантка і режисерка, чия творчість охоплює перформанс, попмузику та мультимедійні проєкти. Спочатку навчалася грі на скрипці та скульптурі, Андерсон займалася різноманітними проєктами перформансу в Нью-Йорку протягом 1970-х років, зосереджуючись, зокрема, мовою, технологіях та візуальних образах. Вона досягла несподіваного комерційного успіху, коли її пісня «O Superman» посіла другу сходинку в UK Singles Chart у 1981 році.
Дебютний альбом Андерсон Big Science вийшов у 1982 році, після чого вона випустила низку студійних та концертних альбомів. Вона зіграла головну роль і була режисером концертного фільму Home of the Brave 1986 року. Творчий доробок Андерсон також включає театральні та документальні роботи, озвучування, мистецькі інсталяції та CD-ROM. Вона є піонером в електронній музиці і винайшла кілька музичних пристроїв, які використовувала у своїх записах і перформансах.

## Ранні роки та освіта
Лора Філліпс Андерсон народилася в Глен Елліні, штат Іллінойс, 5 червня 1947 року в родині Мері Луїзи (уродженої Роуленд) та Артура Т. Андерсона. У неї було семеро братів і сестер, а на вихідних вона вивчала живопис у Чиказькому художньому інституті та грала з Чиказьким молодіжним симфонічним оркестром.
Закінчила середню школу Гленбард-Вест. Навчалася в коледжі Міллз у Каліфорнії, а після переїзду до Нью-Йорка в 1966 році закінчила Барнард-коледж у 1969 році, отримавши ступінь бакалавра мистецтв з відзнакою та диплом Фі Бета Каппа за спеціальністю «мистецтвознавство». 1972 року здобула ступінь магістра мистецтв зі скульптури в Колумбійському університеті.
Її перший перформанс — симфонія, зіграна на автомобільних клаксонах — був виконаний у 1969 році. 1970 року намалювала підпільний комікс Baloney Moccasins, який опублікував Джордж Ді Капріо. На початку 1970-х працювала викладачем мистецтва, художнім критиком у таких журналах, як Artforum, та ілюструвала дитячі книжки — перша з яких називалася The Package, таємнича історія суто з малюнків.

## Кар'єра

### 1970-ті

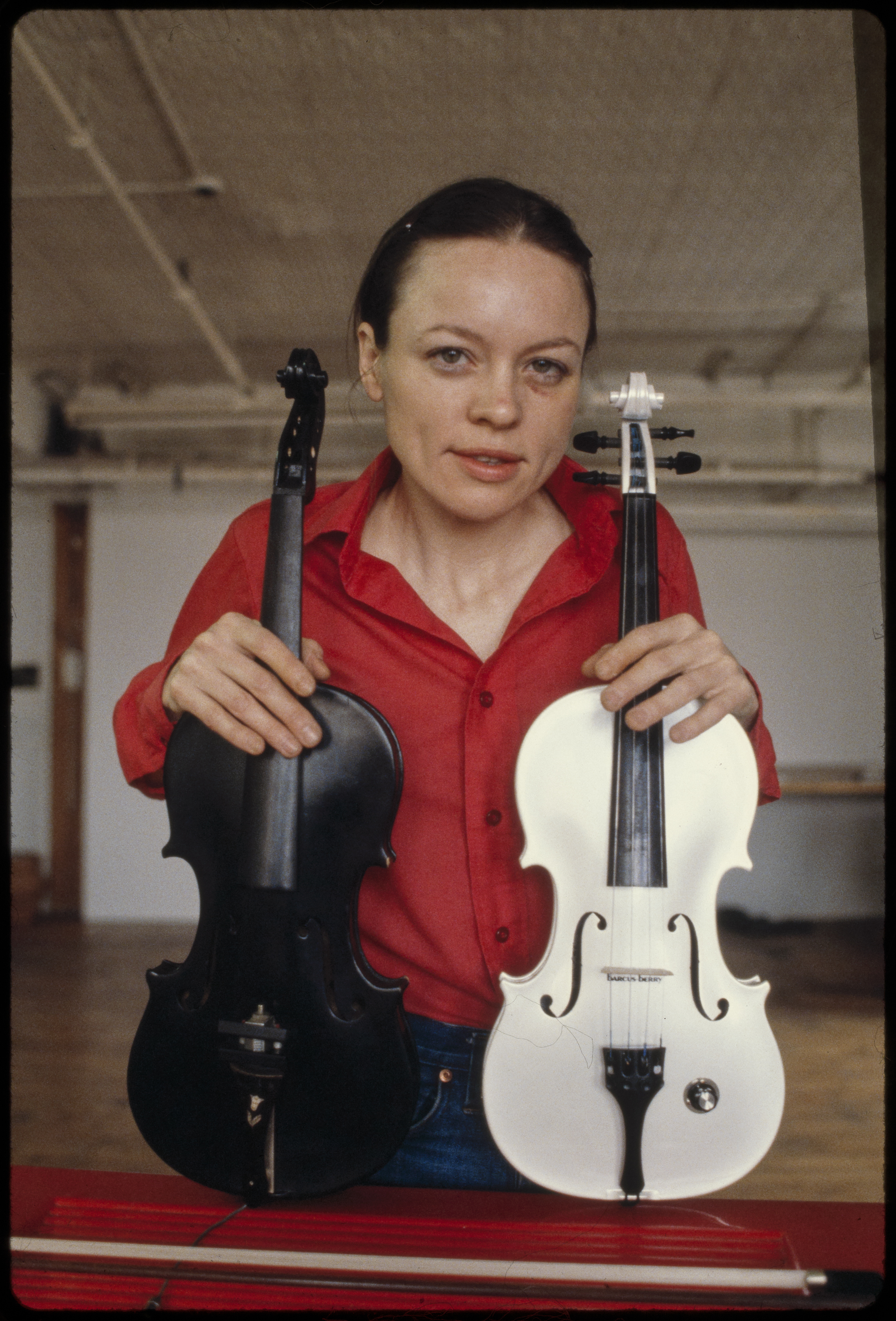
Фото Андерсон в Бібліотеці Конгресу США

Андерсон виступала в Нью-Йорку протягом 1970-х років. Один з найцитованіших її виступів, Duets on Ice, який вона проводила в Нью-Йорку та інших містах світу, включав гру на скрипці під звукозапис на ковзанах, леза яких були вмерзлими в крижану брилу; виступ закінчився лише тоді, коли лід розтанув. Дві ранні п'єси, «New York Social Life» та «Time to Go», увійшли до збірки 1977 року New Music for Electronic and Recorded Media, разом із творами Пауліни Оліверос та інших. Дві інші п'єси були включені до збірки Airwaves, колекції аудіо творів різних митців. Вона також записала лекцію для Vision, набору лекцій художниці, що видали Crown Point Press у вигляді набору з шести платівок.
Багато ранніх записів Андерсон залишаються невиданими або були видані лише в обмеженій кількості, як, наприклад, її перший сингл «It's Not the Bullet that Kills You (It's the Hole)». Ця пісня, разом з «New York Social Life» та близько десятка інших, спочатку була записана для використання в мистецькій інсталяції, що складалася з музичного автомата, який грав різні композиції Андерсон, в галереї Holly Solomon у Нью-Йорку. Серед музикантів на цих ранніх записах — Пітер Гордон на саксофоні, Скотт Джонсон на гітарі, Кен Дейфік на губній гармоніці та Джо Кос на барабанах. Фотографії та описи багатьох з цих ранніх виступів увійшли до ретроспективної книги Андерсон Stories from the Nerve Bible.
Наприкінці 1970-х Андерсон зробила низку додаткових записів, які або вийшли приватно, або ввійшли до компіляцій авангардної музики, зокрема на лейблі Giorno Poetry Systems, яким керував нью-йоркський поет Джон Джорно, близький друг Енді Воргола. У 1978 році вона виступила на Nova Convention, великій конференції за участю багатьох діячів контркультури та висхідних авангардних музичних зірок, зокрема Вільяма Барроуза, Філіпа Ґласса, Френка Заппи, Тімоті Лірі, Малкольма Ґолдштейна, Джона Кейджа та Аллена Ґінзберґа. Наприкінці 1970-х вона також працювала з коміком Енді Кауфманом.

### 1980-ті
У 1980 році Андерсон отримала почесний ступінь доктора мистецтв Інституту мистецтв Сан-Франциско. 1982 року вона отримала Грант Ґуґґенгайма за творчість у галузі кіномистецтва. 1987 року Андерсон отримала почесний ступінь доктора образотворчого мистецтва в Університеті мистецтв у Філадельфії.
Андерсон стала широко відомою за межами мистецького світу в 1981 році з синглом «O Superman», який спочатку вийшов обмеженим тиражем на лейблі One Ten Records, а згодом посів друге місце в британському хіт-параді. Раптовий наплив замовлень з Великої Британії (частково спричинений тим, що британська станція BBC Radio 1 включила сингл до свого плейлиста) призвів до підписання Андерсон семиальбомної угоди з лейблом Warner Bros. Records, яка перевидала сингл.
«O Superman» була частиною більшої сценічної роботи під назвою United States і увійшла до альбому Big Science. Перед виходом Big Science Андерсон повернулася до Giorno Poetry Systems для запису альбому You're the Guy I Want to Share My Money With; Андерсон записала одну сторону подвійної платівки, Вільям Барроуз і Джон Джорно записали по одній стороні, а четверта сторона містила окремий трек для кожного артиста. За цим послідували наступні один за одним випуски її альбомів Mister Heartbreak і United States Live, останній з яких був п'яти-платівковим (і, пізніше, чотири-CD) записом її дводенного сценічного шоу в Бруклінській академії музики. Вона також з'явилася в телевізійній спеціальній програмі продюсера Нам Джун Пайка, що вийшла в ефір на Новий рік 1984 року під назвою «Good Morning, Mr. Orwell».

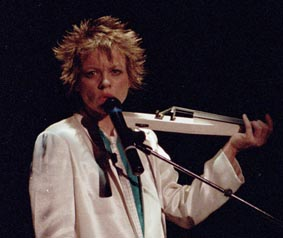
Андерсон у De Vereeniging, Неймеген, 1986

Згодом вона знялася у фільмі-концерті Home of the Brave 1986 року, а також написала саундтреки до фільмів Сполдінга Ґрея Swimming to Cambodia та Monster in a Box. У цей час вона також написала музику до п'єси Роберта Вілсона Алкеста в Американському репертуарному театрі в Кембриджі, штат Массачусетс. 1987 року вона також вела серіал Alive from Off Center на каналі PBS, після того, як за рік до цього спродюсувала короткометражний фільм What You Mean We? для цього серіалу. У What You Mean We? з'явився новий персонаж, якого зіграла Андерсон — «Клон», змінений цифровим способом чоловічий аналог Андерсон, який згодом став її «співведучим», коли вона працювала ведучою в «живій» версії серіалу Alive from Off Center. Елементи «Клону» пізніше були включені в заголовну «маріонетку» її пізнішої роботи, Puppet Motel. Того ж року вона також з'явилася на альбомі Пітера Ґебріела So у пісні «This is the Picture (Excellent Birds)».
Реліз першого альбому Андерсон після Home of the Brave album, Strange Angels 1989 року, був відкладений більш ніж на рік, щоб Андерсон могла брати уроки вокалу. Це було пов'язано з тим, що альбом був музичнішим (з точки зору співу), ніж її попередні роботи. Сингл «Babydoll» став помірним хітом у хіт-параді Modern Rock Charts у 1989 році.

### 1990-ті
У 1991 році вона була членом журі 41-го Берлінського міжнародного кінофестивалю. Того ж року Андерсон знялася в The Human Face, художньому документальному фільмі про мистецтво, знятому художниками-кінорежисерами Ніколою Брюсом і Майклом Коулсоном для BBC. Андерсон була ведучою в цьому документальному фільмі про історію обличчя в мистецтві та науці. Її обличчя трансформувалося за допомогою латексних масок і цифрових спецефектів, коли вона представляла ідеї про зв'язок між фізіогномікою і сприйняттям. Її різноманітна кар'єра на початку 1990-х включала озвучування анімаційного фільму The Rugrats Movie. 1994 року вона створила CD-ROM під назвою Puppet Motel, за яким послідував альбом Bright Red, співпродюсером якого був Браян Іно, і ще один альбом у розмовному жанрі The Ugly One with the Jewels. За цим послідувала поява на благодійному синглі 1997 року «Perfect Day».
У 1996 році Андерсон виступила з Дієго Френкелем (La Portuária) та Aterciopelados для благодійного альбому про СНІД Silencio=Muerte: Red Hot + Latin, спродюсованого Red Hot Organization.
До виходу її наступного альбому минуло понад півтора десятиліття. За цей час вона написала доповнюючу статтю про культурний характер Нью-Йорка для Британської енциклопедії та створила низку мультимедійних презентацій, зокрема натхненну Мобі Діком (Songs and Stories from Moby Dick, 1999—2000). Однією з центральних тем у творчості Андерсон є дослідження впливу технологій на людські стосунки та спілкування.
Починаючи з 1990-х, Андерсон і Лу Рід, з яким вона познайомилася в 1992 році, працювали разом над низкою записів. Рід взяв участь у створенні треків «In Our Sleep» з альбому Андерсон Bright Red, «One Beautiful Evening» з альбому Life on a String, а також «My Right Eye» і «Only an Expert» з альбому Homeland, який Рід також спродюсував. Андерсон взяла участь у створенні треків «Call on Me» зі спільного з Рідом проєкту The Raven, «Rouge» і «Rock Minuet» з альбому Ріда Ecstasy, а також «Hang On to Your Emotions» з альбому Set the Twilight Reeling.
Восени 1998 року в нью-йоркському художньому просторі Artist Space відбулася виставка робіт Андерсон 1970-1980-х років, а також її робота 1990-х років Whirlwind.

### 2000-ні

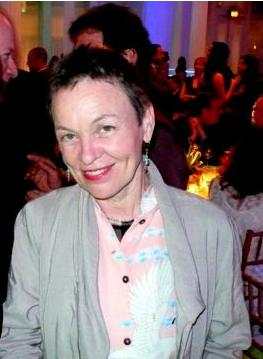
Андерсон на благодійному концерті 2007 року

Альбом Life on a String з'явився у 2001 році, коли вона підписала новий контракт з іншим лейблом Warner Music, Nonesuch Records. Life on a String був сумішшю нових творів (включаючи одну пісню, що відсилає до смерті її батька) і творів з презентації Moby Dick. 2001 року вона записала аудіокнигу за романом Дона Делілло The Body Artist. 2001 року Андерсон вирушила в турне, виконуючи добірку своїх найвідоміших музичних творів. Один з цих виступів був записаний у Нью-Йорку через тиждень після терактів 11 вересня 2001 року і включав виконання «O Superman». Цей концерт вийшов на початку 2002 року як подвійний компакт-диск Live in New York.
У 2003 році Андерсон стала першою художницею-резиденткою НАСА, що надихнуло її на створення перформансу The End of the Moon. Вона організувала низку тематичних виставок і написала твір для Expo 2005 в Японії. 2005 року Андерсон відвідала російську космічну програму — Центр підготовки космонавтів імені Гагаріна та центр управління польотами і взяла участь у заході The Arts Catalyst Space Soon в Roundhouse, щоб відрефлексувати свій досвід. Вона була частиною команди, яка створювала церемонію відкриття Літніх Олімпійських ігор 2004 року в Афінах. Того ж року вона співпрацювала з хореографкою Трішею Браун та режисеркою Аґнєшкою Войтович-Восло над відомим мультимедійним проєктом O Zlozony/O Composite для балету Паризької опери. Прем'єра балету відбулася в Опері Гарньє в Парижі в грудні 2004 року.
Також у 2003 році вона спродюсувала альбоми з французькими музикантами Ла Жаррі та Гектором Зазу, а також виступила з ними. В альбомі Зазу Strong Currents (2003), який об'єднав низку відомих солістів, вона серед інших грає разом з Мелані Ґабріель, Ірен Ґранді та Джейн Біркін.

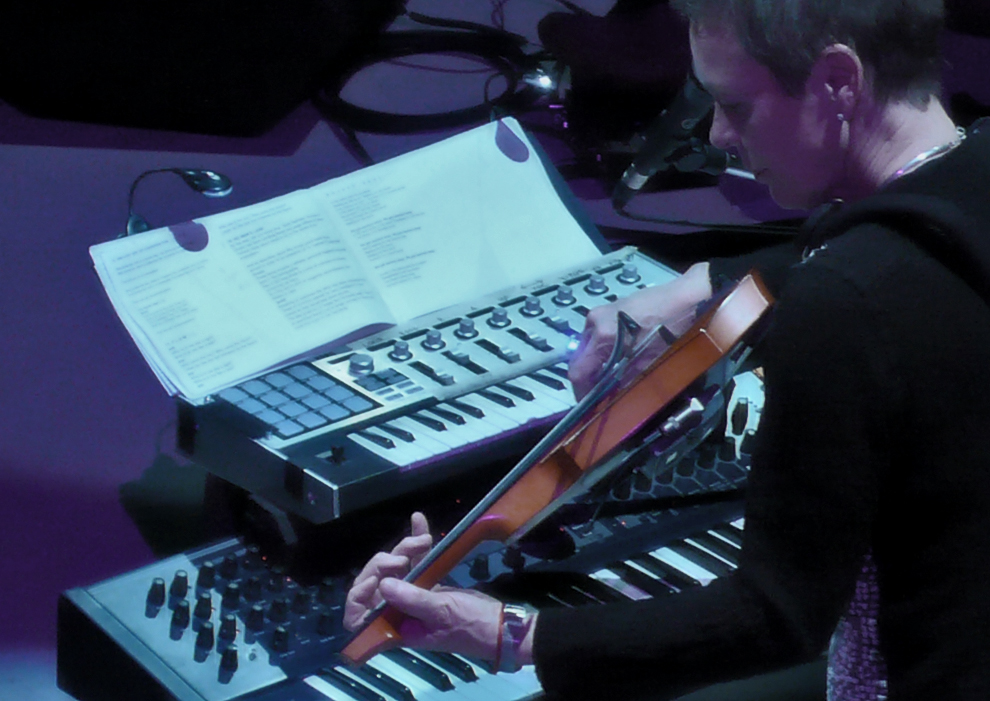
Андерсона під час виступу з Homeland, 2007

У 2005 році її виставка The Waters Reglitterized відкрилася в галереї Шона Келлі в Нью-Йорку. Згідно з прес-релізом Шона Келлі, ця робота є щоденником сновидінь і їх буквальним відтворенням як творів мистецтва. Ця робота, створена в процесі повторного переживання або переробки своїх снів під час неспання, використовує мову сновидінь для дослідження самого сну. Результатом роботи стали малюнки, принти та відео високої чіткості. Інсталяція тривала до 22 жовтня 2005 року.
У 2006 році Андерсон стала резидентом Американської академії в Римі. Вона озвучила документальний фільм Ріка Бернса про Енді Воргола, який вперше вийшов на екрани у вересні 2006 року в рамках серії American Masters на каналі PBS. Вона написала пісню для збірки Plague Songs, що містить пісні, пов'язані з 10 біблійними пошестями. Андерсон також виступила на вечорі-триб'юті Леонарда Коена Came So Far for Beauty, що відбувся 4-5 жовтня 2006 року в театрі Point, Дублін, Ірландія. У листопаді 2006 року вона опублікувала книгу малюнків на основі своїх снів під назвою Night Life.
Матеріал з Homeland був виконаний на невеликих концертах у Нью-Йорку протягом травня 2007 року, зокрема у Highline Ballroom 17-18 травня, за підтримки гурту з чотирьох музикантів зі спонтанним освітленням та відео-візуальними ефектами, які наживо міксували Віллі Вільямс та Марк Конігліо, відповідно. Потім відбулося європейське турне незавершеного твору Homeland, що включало виступи 28-29 вересня 2007 року в театрі «Олімпія» в Дубліні; 17-19 жовтня на Мельбурнському міжнародному фестивалі мистецтв; 26 квітня 2008 року в Росії в московському концертному залі «Дом Музыки». Твір був виконаний по той бік Атлантики в Торонто, Канада, 14 червня 2008 року разом з чоловіком Лу Рідом, завдяки чому «Lost Art of Conversation» стала дуетом з вокалом і гітарою, а його розкутий стиль контрастував з жорсткою грою Андерсон. Лорі виступила у кількох місцях на всій території Сполучених Штатів, зокрема у Центрі мистецтв Ферста в Атланті, штат Джорджія; Лінкольн-центрі в Нью-Йорку; Театрі музики і танцю Гарріса в Міленіум-парку в Чикаго, штат Іллінойс, спільно з Музеєм сучасного мистецтва в Чикаго.

### 2010-ті

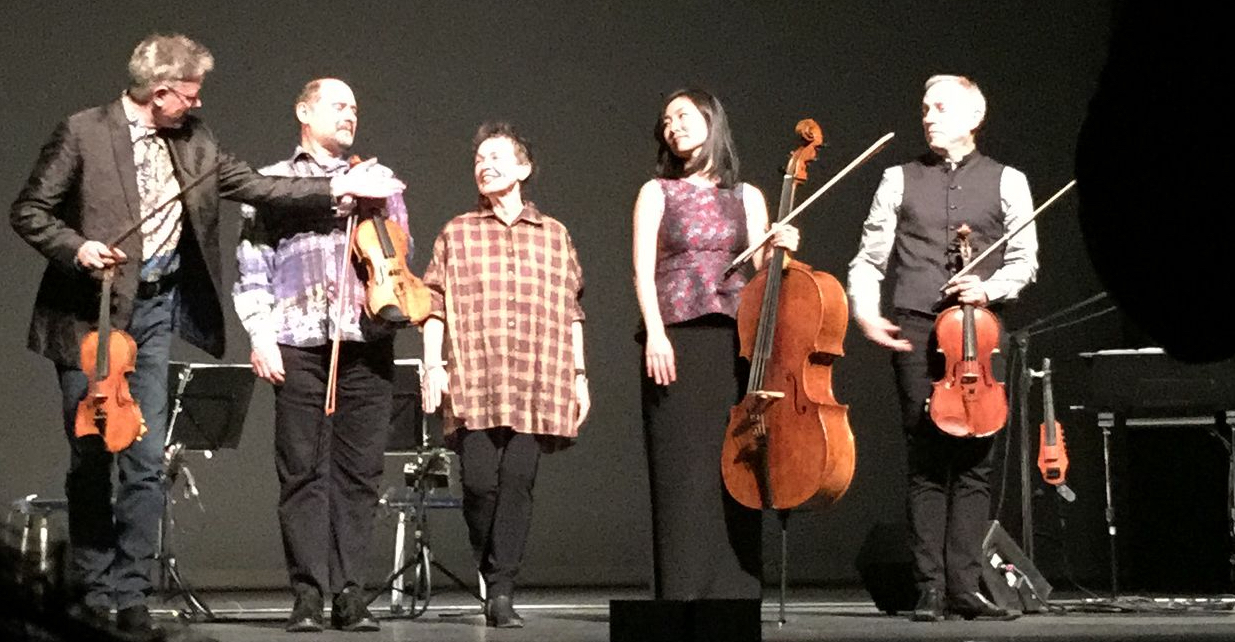
2015 рік, з Кронос-квартетом, після виступу з Landfall у Harris Theater, Чикаґо

У лютому 2010 року Лорі Андерсон представила на Зимових Олімпійських іграх у Ванкувері 2010 року нову театральну роботу Delusion. Ця вистава була створена на замовлення Культурної олімпіади Ванкувера-2010 та лондонського центру «Барбікан». У березні 2010 року Андерсон була удостоєна нагороди Women's Project Theater — Woman of Achievement Award. У травні/червні 2010 року Андерсон була куратором фестивалю Vivid Live у Сіднеї, Австралія, разом з Лу Рідом. 22 червня вийшов її новий альбом Homeland. Вона виконала пісню «Only an Expert» 15 липня 2010 року на Late Show з Девідом Леттерманом, а її пісня «Gravity's Angel» того ж дня була показана на телешоу So You Think You Can Dance на каналі Fox. Також вона з'являється як запрошений музикант на кількох треках з альбому експериментального джазового музиканта Коліна Стетсона New History Warfare Vol. 2: Judges 2011 року.
Андерсон розробила театральну роботу під назвою «Another Day in America». Перші публічні покази цієї незавершеної роботи відбулися в Калгарі, Альберта, в січні 2012 року в рамках сезону 2011-12 року в Theatre Junction Grand та щорічного мистецького фестивалю One Yellow Rabbit, High Performance Rodeo. У травні 2012 року Андерсон була названа першим почесним художником-резидентом Центру експериментальних медіа та театральних мистецтв (EMPAC) Політехнічного інституту Ренсселера в Трої, штат Нью-Йорк. У березні 2013 року в Нью-Йорку відкрилася виставка робіт Андерсон Laurie Anderson: Language of the Future, selected works 1971—2013 в музеї Самстаг, що було частиною Аделаїдського фестивалю мистецтв в Аделаїді, Південна Австралія. На відкритті виставки Андерсон виконала Duets on Ice перед будівлею Самстагу.
У 2013 році Андерсон отримала звання почесного доктора мистецтв Школи мистецтв, дизайну та архітектури Університету Аалто. У червні/липні 2013 року Андерсон виконала «The Language of the Future» та виступила гостьовою кураторкою на фестивалі River to River у Нью-Йорку. У листопаді 2013 року вона була почесною гостею Бієнале рухомого зображення B3 у Франкфурті-на-Майні, Німеччина. У 2018 році Андерсон взяла участь у перезапису пісні Девіда Бові «Shining Star (Makin' My Love)», яка вийшла на альбомі 1987 року Never Let Me Down. Долучитися до роботи над записом її запросив продюсер Маріо Макналті, який знав, що Андерсон і Бові були друзями.
10 лютого 2019 року на 61-й щорічній церемонії вручення премії «Ґреммі», що відбулася в Лос-Анджелесі, Андерсон і Kronos Quartet здобули нагороду Ґреммі в номінації «Найкраще виконання камерної музики/малого ансамблю». Це була перша співпраця Андерсон з Kronos Quartet і її перша нагорода Ґреммі, а для Kronos це вже друга подібна нагорода. Про альбом, натхненний ураганом Сенді, лейбл Nonesuch Records зазначив: «Landfall поєднує пишну електроніку та традиційні струнні інструменти Kronos з потужними описами втрат Андерсон, від затоплених водою піаніно до зниклих видів тварин і голландських караоке-барів».

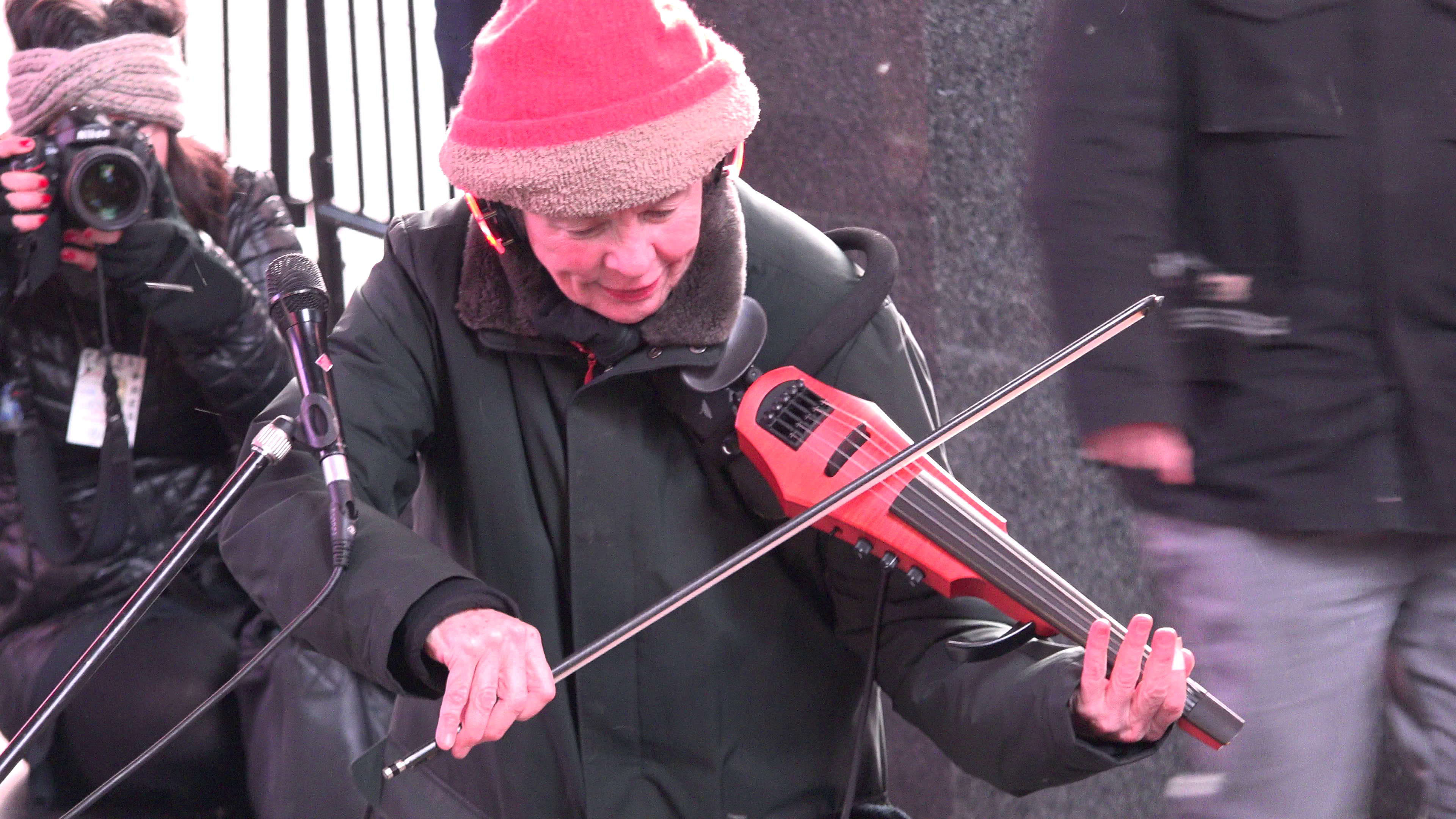
Андерсон грає на Таймс-Сквер, 2016

Chalkroom — твір віртуальної реальності Лорі Андерсон і тайванського художника Сін-Чіен Хуана, в якому читач пролітає крізь величезну структуру зі слів, малюнків та історій. Прем'єра To the Moon, спільної роботи з Сін-Чіен Хуаном, відбулася на Манчестерському міжнародному фестивалі 12 липня 2019 року. 15-хвилинна робота у віртуальній реальності To the Moon дозволяє глядачам дослідити Місяць, на якому зображені прогулянки на віслюках та сміття з Землі в нерозповідній манері. Паралельно з цим демонструється фільм, що показує розробку нової роботи.

### 2020-ті

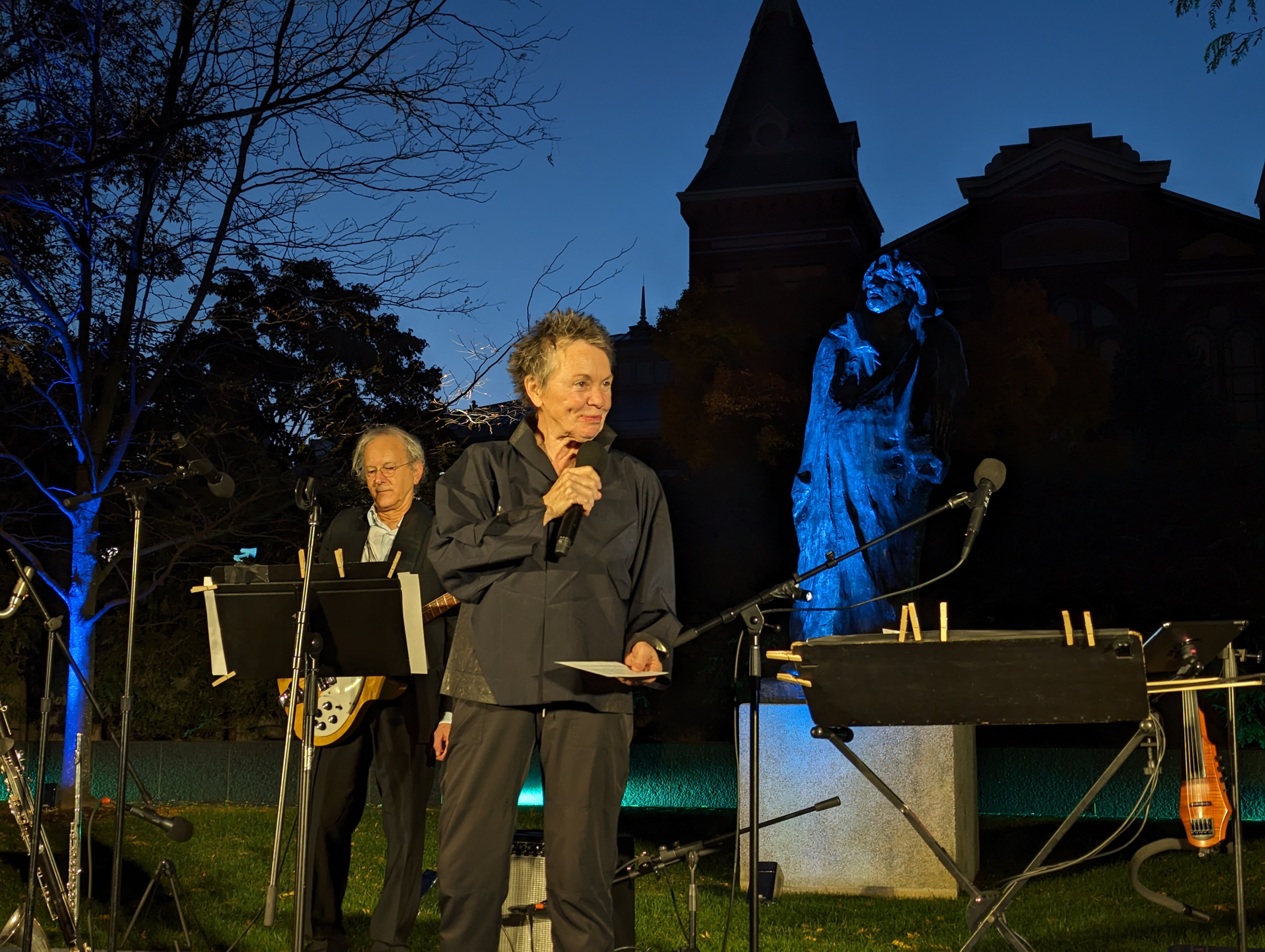
Андерсон виступає з Дагом Візельманом у Музеї Гіршгорна у 2023 році

Лорі Андерсон була призначена професором поезії імені Чарльза Еліота Нортона в Гарвардському університеті у 2021 році і представила серію з шести лекцій під назвою Spending the War Without You: Virtual Backgrounds протягом весняного та осіннього семестрів.
У 2021 році Андерсон створила виставку на другому поверсі Музею Гіршгорна у Вашингтоні, округ Колумбія, під назвою The Weather, яку The New York Times описали як «своєрідну неретроспективну ретроспективу, що здебільшого бентежить, одної з головних американських сучасних художниць».
Перебуваючи в Європі, Андерсон об'єдналася з нью-йоркським джаз-бендом Sexmob. Sexmob та Андерсон гастролювали Європою, де виконали кілька версій її пісень, додавши до кожної з них свою родзинку. Цей тур розглядався як «спроба кинути виклик гравітації, протистояти тяжінню, [і] повернути падіння вниз».
У середині 2023 року Лорі Андерсон створила виставку «Looking into a Mirror Sideways», яка висвітлює різні стилі її художніх технік. Виставка відкрилася в музеї Moderna Museet у Стокгольмі, Швеція. З моменту відкриття ця робота стала найбільшою персональною виставкою Андерсон в Європі.
У 2024 році Андерсон відмовилася від гостьової професури в Університеті мистецтв Фолькванг в Ессені після того, як керівництво університету виступило проти її підтримки «Листа проти апартеїду», організованого палестинськими митцями, які закликали до «негайного і безумовного припинення ізраїльського насильства проти палестинців».

## Винаходи
Андерсон винайшла кілька експериментальних музичних інструментів, які вона використовувала у своїх записах і виступах. У 1977 році вона створила скрипку зі смичком, в якій замість кінського волосу на смичку використовується магнітна стрічка, а в бриджі — магнітна головка. Наприкінці 1990-х вона співпрацювала з компанією Interval Research, щоб розробити інструмент, який вона назвала «talking stick» — шестифутову (1,8 м) паличку, схожу на MIDI-контролер, який може отримувати доступ до звуків і відтворювати їх.

### Скрипка зі стрічковим смичком
Стрічкова скрипка — це інструмент, створений Лорі Андерсон у 1977 році. У ньому замість традиційного кінського волосу в смичку використовується магнітна стрічка, а в бриджі — магнітофонна головка. Андерсон оновлювала та модифікувала цей пристрій протягом багатьох років. Вона використовує більш пізнє покоління цього пристрою у своєму фільмі Home of the Brave під час сегменту Late Show, де вона маніпулює реченням, записаним Вільямом С. Барроузом. У цій версії скрипки використовувалися аудіо семпли на основі MIDI, які запускалися при дотику до смичка.

### Talking stick
The talking stick — це шестифутовий MIDI-контролер, схожий на паличку. Він використовувався в турі Moby-Dick у 1999—2000 роках. У програмних нотатках вона описувала його наступним чином:
|  | Talking Stick - це новий інструмент, який я розробила у співпраці з командою Interval Research та Бобом Білецьким. Це бездротовий інструмент, який може отримати доступ до будь-якого звуку і відтворити його. Він працює за принципом гранульного синтезу. Це техніка розбиття звуку на крихітні сегменти, які називаються зернами, а потім відтворення їх різними способами. Комп'ютер переставляє звукові фрагменти в безперервні рядки або випадкові кластери, які відтворюються в послідовності, що накладаються один на одного, створюючи нові текстури. Зерна дуже короткі, кілька сотих секунди. Гранульний синтез може звучати плавно або уривчасто, залежно від розміру зерен і швидкості їх відтворення. Зерна схожі на кадри фільму. Якщо ви сповільните їх достатньо, ви почнете чути їх окремо. |

### Голосові фільтри
Постійним мотивом у творчості Андерсон є використання електричного голосового фільтра, що змінює висоту тону, який поглиблює її голос у чоловічий регістр, техніка, яку Андерсон називає «аудіо-дреґ». Андерсон довго використовувала отриманого персонажа у своїх роботах як «голос влади» або сумління, хоча пізніше вона вирішила, що голос втратив значну частину своєї влади, і натомість почала використовувати його для надання історичних або суспільно-політичних коментарів, як у пісні «Another Day in America», що вийшла у 2010 році з її альбому Homeland.
Протягом більшої частини кар'єри Андерсон, голос був безіменним або називався «Голос Влади», хоча вже у 2009 році за пропозицією Лу Ріда він отримав назву Fenway Bergamot. На обкладинці Homeland Андерсон зображена в образі Bergamot, з штрихами чорного макіяжу, що додають вусів і густих, мужніх брів.
У «The Cultural Ambassador», частини з її альбому The Ugly One with the Jewels, Андерсон пояснила своє бачення цього персонажа:
|  | (Андерсон:) У мене було багато електроніки, тому мені доводилося все розпаковувати, підключати і демонструвати, як все це працює, і, мабуть, я виглядала трохи підозріло - багато з цих речей були зі світлодіодними програмами з назвами на кшталт Atom Smasher, тому знадобився певний час, щоб переконати їх, що це не якась портативна шпигунська система. Тож я провела чимало таких імпровізованих концертів нової музики для невеликих груп детективів і митників, і мені доводилося продовжувати встановлювати все це, а вони слухали деякий час і казали: «Що це таке?»: А це що таке? І я витягала щось на кшталт (Bergamot:) цей фільтр, і казала, що це те, про що мені подобається думати як про голос влади. І мені знадобиться деякий час, щоб розповісти їм, як я використовувала його у піснях про різні форми контролю, а вони казали: «Чому ти хочеш так говорити?». А я озиралася на SWAT, агентів під прикриттям, собак і радіо в кутку, налаштоване на висвітлення війни під час Суперкубка. І сказала: «Спробуй здогадайся». |

## Особисте життя
Вона переїхала до Нью-Йорка в 1966 році і зараз живе в Трайбеці. Андерсон зустріла співака-автора пісень Лу Ріда в 1992 році, і була одружена з ним з квітня 2008 року до його смерті в 2013 році.
Андерсон давно вивчає буддизм і медитацію. Вперше вона навчилася медитації під час ретриту з Insight Meditation Society у 1977 році. Відтоді вона стала ученицею тибетського буддійського вчителя Мінґ'юра Рінпоче.

## Дискографія
- Big Science (1982)
- Mister Heartbreak (1984)
- Home of the Brave (1986)
- Strange Angels (1989)
- Bright Red (1994)
- Life on a String (2001)
- Homeland (2010)
- Amelia (2024)